# Rio Céor
O rio Céor é um rio localizado na França (departamento de Aveyron). É afluente do rio Viaur, por sua vez afluente do rio Aveyron e este do rio Tarn. Atravessa as comunas de Arvieu, Salmiech, Cassagnes-Bégonhès e Castelpers, todas no departamento de Aveyron.